# Galia Narbonense
Galia Narbonense (en latín: Gallia Narbonensis), antes llamada Gallia Transalpina, fue una antigua provincia romana, incorporada a la República en el 123 a. C. Comprendía el sureste de la Galia, la actual Francia, entre los Pirineos y Massalia, ciudad griega aliada de Roma (de fundación focea). Su capital era la Colonia Narbo Martius (Narbona, en la actual Occitania, Francia). Asignada a Julio César por el Senado romano, junto con la Galia Cisalpina e Iliria, le sirvió de base para conquistar el resto de la Galia. Posteriormente, cuando Massalia se inclinó por Pompeyo durante la segunda guerra civil, fue sometida a asedio y expugnada por las tropas de Julio César, y sus territorios incorporados a la provincia Narbonense. 
En época visigoda, a esta provincia vital se la conoció como Galia Narbonense o Septimania. Su población, galorromana, se diferenciaba de la de Austrasia, Neustria y Borgoña, donde se habían asentado los francos, pero también de la de Hispania, de raíces hispanorromanas. Esta característica, sin duda, influyó en la política visigoda.[cita requerida]

## Imperio

### El Alto Imperio

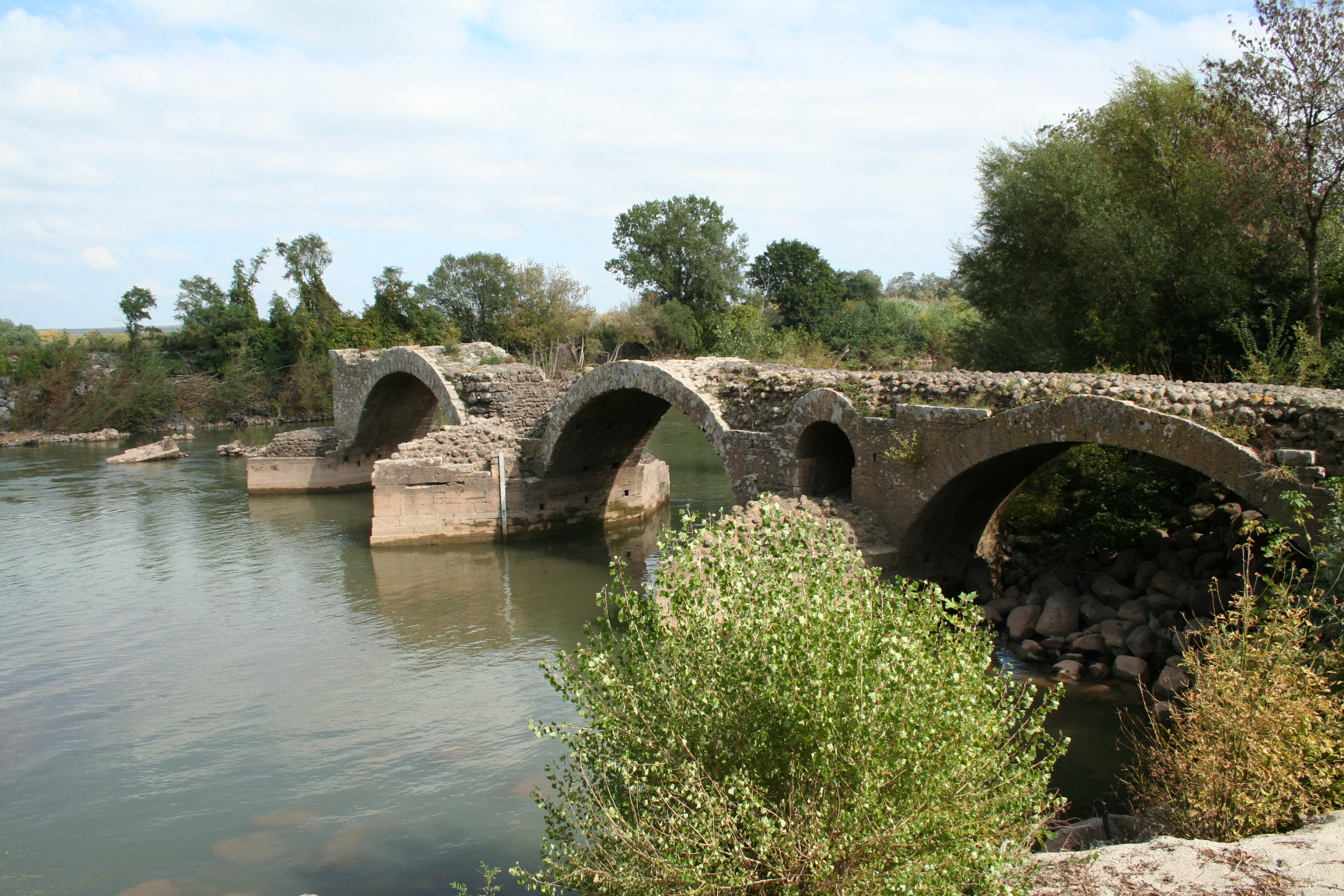
Ruinas de un puente de la Vía Domitia, principal calzada romana de la Gallia Narbonensis (Saint-Thibéry).

En época de Augusto, hacia el 27 a. C. fue considerada provincia senatorial y gobernada según los usos tradicionales de la República por un procónsul asistido por un cuestor. 
Esta provincia fue una de las más intensamente romanizadas del Imperio romano, y, tanto Julio César como Augusto, realizaron en ella una intensa labor de urbanización, con la fundación de numerosas colonias y municipios, como la propia capital provincial, o la Colonia Forum Iulium (Fréjus), el Municipium Arelate (Arlés), la Colonia Nemaussus (Nimes), el Municipium Arausio (Orange), o el Municipium Tolosa (Toulouse), por citar algunos de los más importantes.
La provincia estaba vertebrada por la Vía Domitia, importante calzada que comunicaba el norte de Italia con la provincia Tarraconensis, y de la que partía, en dirección norte, otra vía hacia Lugdunum (Lyon) y el limes renano.

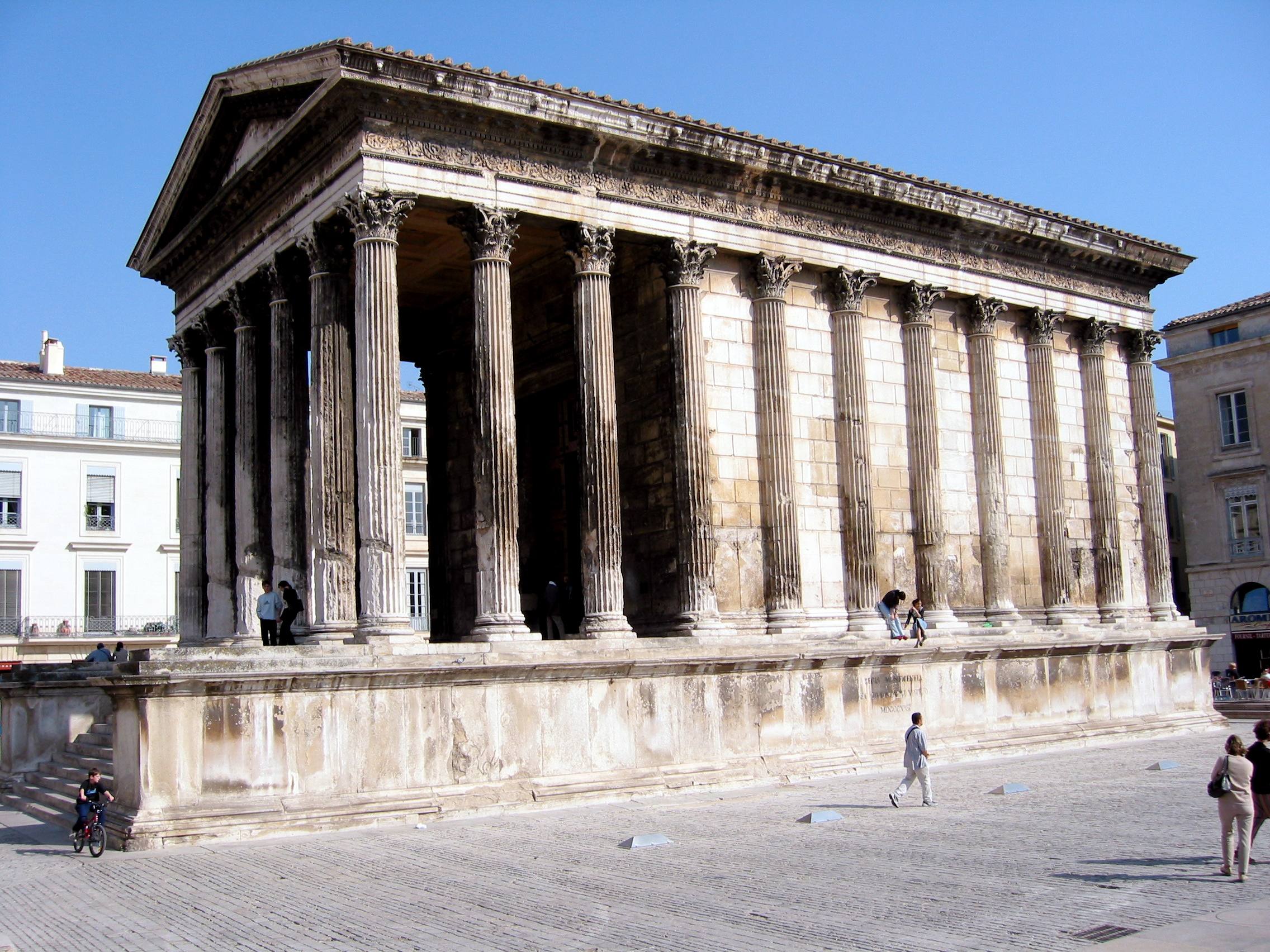
La Maison Carrée en Nîmes, la antigua Nemausus, un templo de época Augustea dedicado a la memoria de los jóvenes Lucio y Cayo César, nietos y herederos de Augusto.

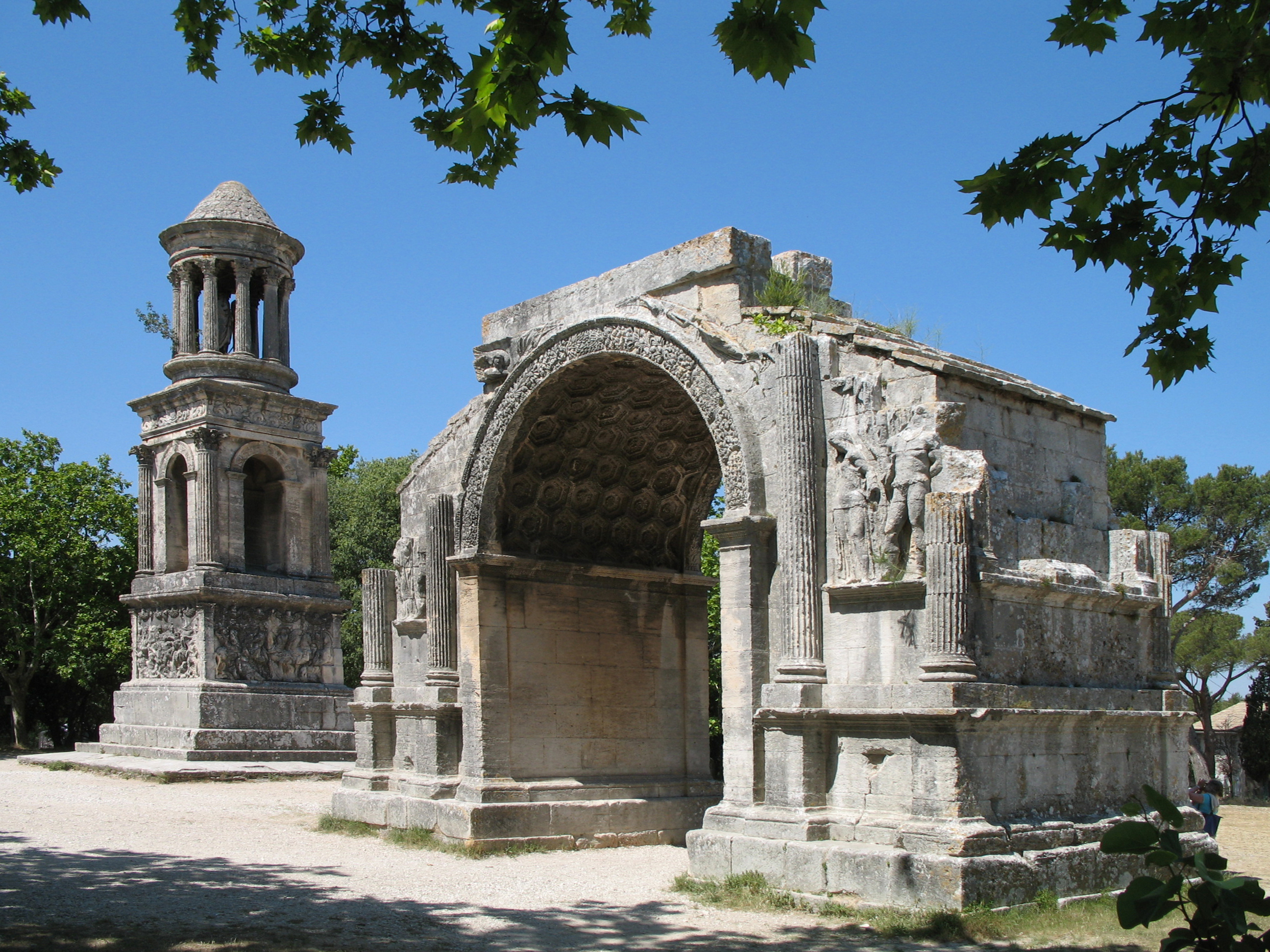
Vista de la zona monumental de Saint Remy-en-Provence, la antigua Glanum con un mausoleo en forma de torre y el Arco de Triunfo.

A lo largo del siglo I, la Flota de Miseno mantuvo en Forum Iulium un destacamento permanente de navíos para vigilar el tráfico marítimo que desde Ostia, el puerto de Roma, se dirigía hacia Tarraco en Hispania y hacia el limes de Germania por tierra en los meses en que los pasos de los Alpes estaban cerrados por la nieve.
A mediados del siglo I, se desarrollaron en la provincia importantes talleres de alfarería, especializados en imitar las formas cerámicas de vajilla de lujo de Arretium (Rímini, Italia), fabricando la llamada Terra sigillata Subgalica, que se comercializó por todo el occidente del Imperio hasta comienzos del siglo II.

### El Bajo Imperio y la época visigoda
En el siglo IV, Diocleciano y Constantino la dividieron en tres provincias menoresː Narbonense I, Narbonense II y Viennensis que quedaron agrupadas en la diócesis de las Siete Provincias perteneciente a la prefectura del pretorio de las Galias. 
Por último, a comienzos del siglo V fue ocupada por los visigodos, que recibieron esta región para asentarse como aliados del Imperio, y desde ella poder intervenir en la península ibérica. La región permaneció en sus manos hasta la invasión musulmana de 719.

## Listacivitatesde laGalia Narbonensis
- Agatha (Agde)
- Aquae Calida (Amélie-les-Bains)
- Aquae Sextiae (Aix-en-Provence)
- Arelate Sextanorum (Arlés)
- Arausio Secundanorum (Orange)
- Antipolis (Antibes)
- Avennio Cavarum (Avignon)
- Apta Iulia Vulgientium (Apt)

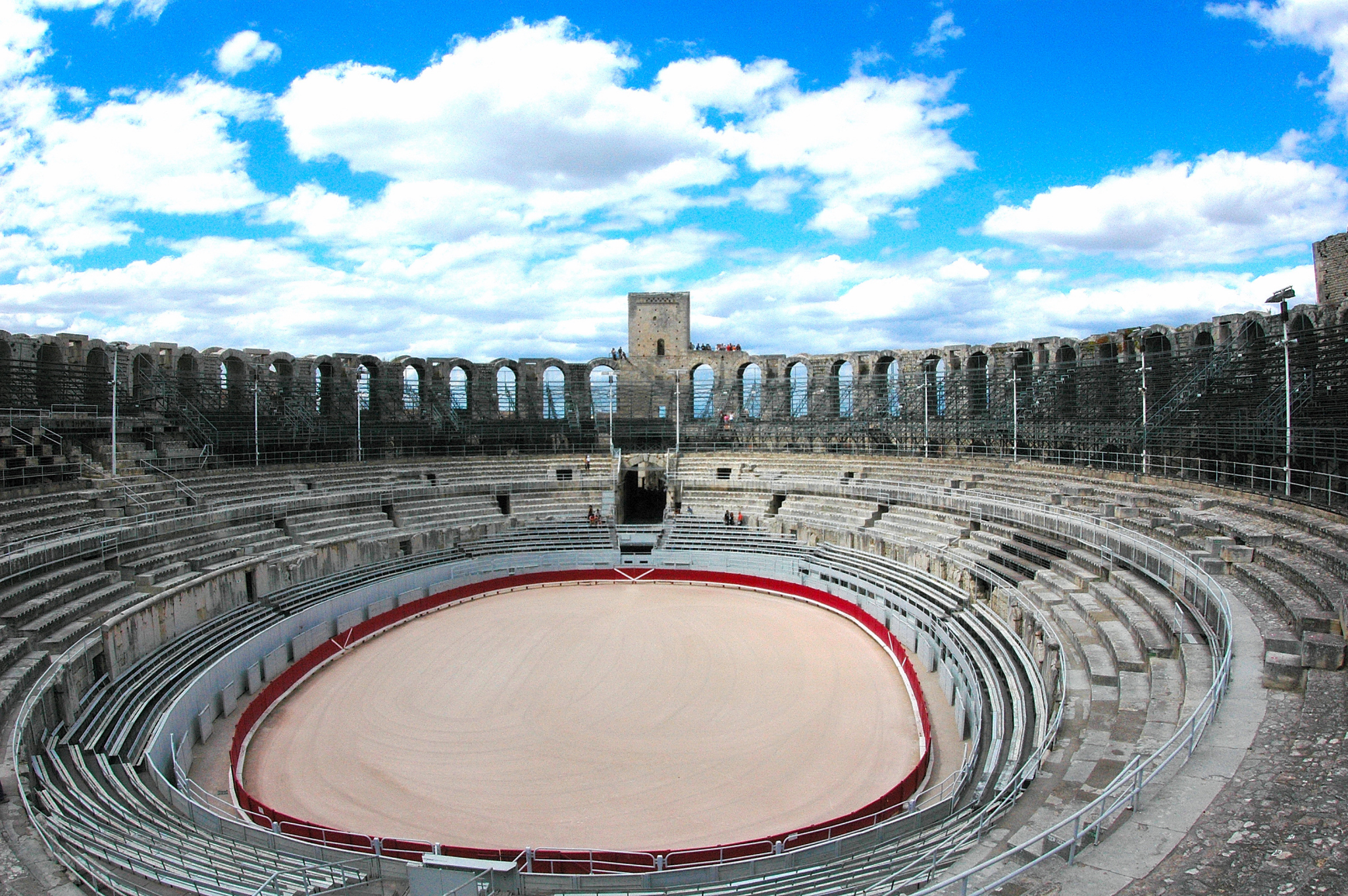
Anfiteatro romano de Arlés

- Alebaece Reiorum Apollinarium (Riez)
- Alba Helvorum (Alba)
- Augusta Tricastinorum (Saint-Paul-Trois-Châteaux)
- Anatilia
- Aérea
- Baeterrae Septimanorum (Béziers)
- Bormani (Bormettes)
- Comani
- Cabellio (Cavaillon)
- Carcasum Volcarum Tectosagum (Carcassonne)
- Cavarum Valentia (Valence)
- Cessero (Saint-Thibéry)
- Carantorate Meminorum
- Caenicenses
- Cambolectri Atlantici (Cambon)
- Custoja (Coustouges)
- Clusa (Les Cluses)
- Colonia Dea Augusta Vocontiorum (Die)
- Cularo (Grenoble)
- Forum Julii (Fréjus)
- Forum Voconii (Le Cannet-des-Maures)
- Glanum (Saint-Rémy-de-Provence)
- Illibéris (Elne)
- Lucus Augusti (Luc-en-Diois)
- Massalia (Marsella)
- Narbo Martius (Narbonne) (capitale)
- Nemausus (Nîmes)
- Portus Vénéris (Port-Vendres)
- Vasio Vocontiorum (Vaison-la-Romaine)
- Vienna Allobrogum (Vienne)